# Oceanski tok
Oceánski tók (tudi môrski tók) je razločno, bolj ali manj zvezno, ter večinoma vodoravno gibanje (tok) morske ali oceanske vode, ki teče v določeni smeri, in je lahko stalen ali časovno omejen pojav. Morski tokovi so reke tople ali mrzle vode v oceanu. Stalni tokovi se pojavljajo v Atlantskem in Tihem oceanu, občasni pa tudi v drugih oceanih. Občasni tokovi vplivajo le na manjša območja, predvsem ob obalah, stalni pa imajo vpliv na cel planet.
Tokove povzročajo sile in dejavniki, ki delujejo na vodo, kot so: vrtenje Zemlje, prevladujoči vetrovi, ki pihajo na površju in usmerjajo tok vode (stalni ali sezonski vetrovi), temperatura, razlike v slanosti, Lunina težnost in rečni tokovi. Na smer in jakost morskih tokov vplivajo oblika morskega dna in obrežja, spremembe v gostoti vode ter drugi tokovi.
Tokovi, ki jih povzročajo vetrovi so le redko globlji od 200 m, tokovi, ki so posledica Coriolisove sile, pa so globoki do 1000 metrov. Ti tokovi se pojavljajo ob zahodnih obalah celin in so obrnjeni proti Zemljinima tečajema. Ti tokovi so izjemno močni in hitri. Najhitrejši med njimi je Agulhaški tok v Indijskem oceanu, ki teče s hitrostjo do 5 vozlov.
Oceanski tokovi lahko potujejo več tisoč kilometrov. So zelo pomembni pri določevanju podnebja celin in še posebej območij, ki mejijo na oceane. Oceanski tokovi pomembno vplivajo na podnebje, predvsem v obalnih področjih, zaradi navpične komponente s katero prinašajo na površje anorganske hranilne snovi in v nižje plasti kisik, pa pomembno vplivajo tudi na življenje v oceanih. Verjetno najizrazitejši zgled je atlantski Zalivski tok, ki povzroča da je podnebje severozahodne Evrope zmernejše od drugih področij na enakih zemljepisnih širinah. Drug zgled je Havajsko otočje kjer je podnebje do neke mere hladnejše (subtropsko) kot v po širini ustreznih tropskih področjih. Takšno podnebje na Havajskem otočju povzroča tihooceanski Kalifornijski tok.

## Pomembni oceanski tokovi
Najpomembnejši oceanski tokovi so:

### Atlantski tokovi
- Zalivski tok
- Severnoatlantski tok
- Severnoekvatorialni tok
- Južnoekvatorialni tok
- Kanarski tok
- Gvinejski tok
- Vzhodnogrenlandski tok
- Labradorski tok
- Benguelski tok
- Brazilski tok
- Falklandski tok

### Tihooceanki tokovi
- Kalifornijski tok
- Ekvatorialni povratni tok
- Perujski tok (Humboldtov tok)
- tok Ojašio
- tok Kurošio
- Vzhodnoavstralski tok

### Tokovi Indijskega Oceana
- Zahodnoavstralski tok
- Aguilhaški tok

### Ostali tokovi
- Antarktični krožni tok (tok zahodnih vetrov)